# NGC 7317

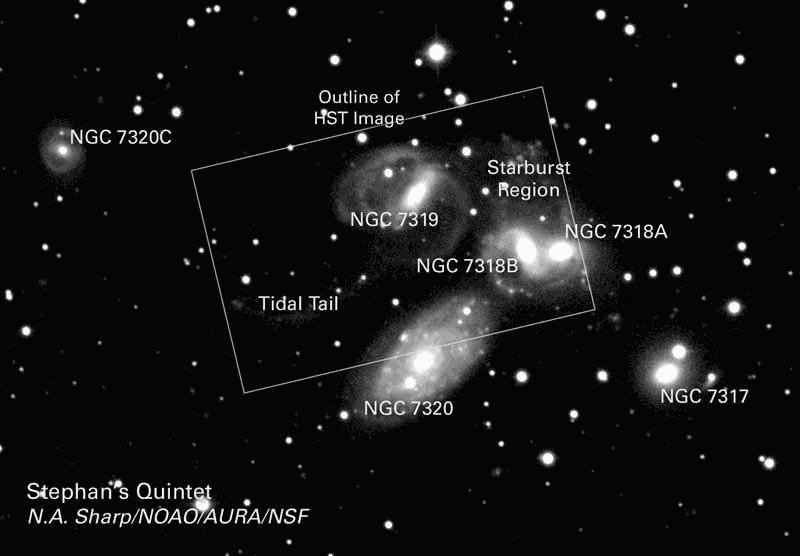
Kwintet van Stephan

NGC 7317 is een elliptisch sterrenstelsel in het sterrenbeeld Pegasus, en maakt deel uit van het Kwintet van Stephan. Het hemelobject werd op 6 juni 1788 ontdekt door de Franse astronoom Édouard Jean-Marie Stephan.

## Synoniemen
- MCG 6-49-3
- ARP 319
- ZWG 514.60
- HCG 92E
- VV 288
- PGC 69256